# Mokhtar Kouri
Mokhtar Kouri, né le 29 février 1996, est un joueur algérien de handball évoluant au poste d'arrière gauche,.
Avec l'équipe nationale algérienne, il participe notamment au Championnat du monde 2021,,.
En club, il évolue alors au MC Saïda,,

## Palmarès

### Enéquipe d'Algérie
Championnats du monde
- 22e au Championnat du monde 2021 ( Égypte)
- 31e au Championnat du monde 2023 ( Pologne/ Suède)

Championnats d'Afrique
- 5e place au Championnat d'Afrique  2022 ( Égypte)